# Heidemarie Bennent-Vahle
Heidemarie Bennent-Vahle (* 1954) ist eine deutsche praktizierende Philosophin, Logotherapeutin, Literaturwissenschaftlerin und Autorin.

## Leben
Heidemarie Bennent studierte von 1973 bis 1984 Philosophie und Germanistik und schloss das Studium mit dem Magister und der Promotion ab.
Von 1985 bis 1987 war sie in Frankreich als Dozentin an der Universität Chambéry und der Universität Rennes II tätig, seither hatte sie verschiedene Lehraufträge an Schulen und Hochschulen, so an der Katholischen Fachhochschule für Sozialarbeit Aachen, und unterrichtet Philosophie und Literatur am Euregio-Kolleg in Würselen.
Bennent-Vahle arbeitet freiberuflich in ihrer philosophischen Praxis in Henri-Chapelle in Belgien, wo sie auch wohnt.
Sie war von 2017 bis 2019 Vorstandsvorsitzende der Internationalen Gesellschaft für Philosophische Praxis (IGPP) und damit auch Mitherausgeberin des Jahrbuchs der IGPP. Sie hat mehrere Schriften zur Philosophie der Lebenskunst verfasst.

## Philosophie
Für Bennent-Vahle ist Philosophieren ein Beitrag zur Verbesserung der zwischenmenschlichen Kultur. Sie geht davon aus, dass Denken und Gefühle zusammengehören. Die Gefühle bezeichnet sie als 'Elixier des Geistes'. Sie spiegeln menschliche Urteile über Lebensfragen und aus ihnen entstehen die sozialen Werte. Die Gefühle sind deshalb 'das Herz der Ethik'. Das philosophische Denken, bzw. das Nachdenken muss  mit dem Gefühl zusammenarbeiten, wenn Menschen glücklich werden möchten. Das philosophische Denken ermöglicht dazu das 'Ausloten der eigenen Situation', Distanz zu sich selber und das Entdecken neuer Sichten und Handlungsmöglichkeiten. Dabei komme es vor allem darauf an, wie Menschen das Philosophieren in ihr  Leben 'einfließen lassen'.
In Bennent-Vahles 'philosophischer Beratungspraxis' geht es deshalb um 'existentielles Philosophieren', wie u. a. Sören Kierkegaard und Martin Buber dies getan haben. Bennent-Vahle glaubt, dass die Notwendigkeit 'Philosophischer Praxis' zunehmen wird. Die Berufswelt stelle immer weitergehendere Anforderungen. Menschen „neigen dazu, sich über die eigenen Kräfte hinaus auszubeuten.“ Da werde Nachdenken notwendig.

## Schriften
- Besonnenheit - Eine politische Tugend. Freiburg, Br.: Alber 2020, ISBN 978-3-495-49151-5
- mit Thomas Gutknecht und Dietlinde Schmalfuß-Plicht (Hrsg.): Kulturen des Dialogs. Vermittlung von Philosophischer Praxis. Jahrbuch der Internationalen Gesellschaft für Philosophische Praxis (IGPP) Bd. 5. LIT Verlag Berlin-Münster-Wien-Zürich-London 2016
- mit Thomas Gutknecht und Dietlinde Schmalfuß-Plicht (Hrsg.): Philosophische Praxis als Existenzmitteilung. - Jahrbuch der Internationalen Gesellschaft für Philosophische Praxis (IGPP) Bd. 6. LIT Verlag Berlin-Münster-Wien-Zürich-London 2015, ISBN 978-3-643-12745-7.
- mit Ute Gahlings und Robert Kozljanic:  VII Jahrbuch für Lebensdenkerinnen. - Albunea Verlag München 2014, ISBN 978-3-937656-16-8.
- Mit Gefühl denken: Einblicke in die Philosophie der Emotionen. Freiburg, Br.: Alber 2013, ISBN 978-3-495-48620-7.
- Glück kommt von Denken: die Kunst, das eigene Leben in die Hand zu nehmen. Freiburg, Br.: Herder 2011, ISBN 978-3-451-32535-9.
- mit Thomas Gutknecht und Thomas Polednitschek (Hrsg.): Lust am Logos. - Jahrbuch der Internationalen Gesellschaft für Philosophische Praxis (IGPP) Bd. 4. LIT Verlag Berlin-Münster-Wien-Zürich-London 2011, ISBN 978-3-643-11037-4.
- Johanna Charlotte Unzer: Grundriß einer Weltweißheit für das Frauenzimmer. - Zweyte Auflage 1767. Bearbeitete Neuaufl. der 2. Aufl. 1767, hrsg. von Heidemarie Bennent-Vahle. Ein-Fach-Verlag Aachen 1995, ISBN 978-3-928089-07-4.
- mit Ursula I. Meyer (Hrsg.): Philosophinnen Lexikon. - Ein-Fach-Verlag Aachen 1994.
- Galanterie und Verachtung: eine philosophiegeschichtliche Untersuchung zur Stellung der Frau in Gesellschaft und Kultur. - Campus-Verlag Frankfurt/Main 1985. Zugl.: Aachen, Techn. Hochsch., Diss., 1984, ISBN 978-3-593-33514-8.